# 震球菌属
震球菌属为莫拉氏菌科的一属细菌。该属的模式种为滑震球菌（Agitococcus lubricus）。

## 下属物种
本属包括以下物种：
- 滑震球菌 Agitococcus lubricus Franzmann and Skerman, 1981